# Ankara
Ankara (pron. Ànkara, AFI: /ˈankara/), talvolta italianizzata in Ancara, anticamente Angora o Ancira, è la capitale della Turchia nonché, con circa 5,6 milioni di abitanti, la seconda città turca più popolosa. La città si estende sull'altopiano anatolico a 938 metri sul livello del mare. È sede del parlamento turco, del governo e delle rappresentanze diplomatiche straniere.
Situata strategicamente al centro del Paese, funge da crocevia per la reti autostradali e ferroviarie nazionali e rappresenta un importante centro commerciale e industriale, soprattutto per quanto riguarda il settore agricolo. Nel passato, la città divenne famosa per le capre d'Angora, dal cui lungo pelo si ricava la preziosa lana mohair, ma anche per il gatto d'Angora, per il coniglio d'Angora, famoso per il suo soffice pelo da cui si trae l'omonima fibra. Dal punto di vista agricolo, si distingue per la produzione di pere, miele e del locale moscato.
Il centro storico della città è situato su una collina rocciosa che si erge a 150 metri d'altitudine rispetto alle piatte pianure della riva destra del fiume Ankara (Ankara Çayı), un affluente del fiume Sakarya (Sangario). Sebbene sia al centro di una delle aree più aride della Turchia e sia circondata per lo più da steppe, Ankara può essere considerata una città abbastanza verde, se si considera l'ammontare di aree adibite a parchi pubblici, che ammonta a circa 72 m2 per abitante.
Dal punto di vista amministrativo, costituisce un comune metropolitano ed è capoluogo della provincia di Ankara. È formata dai centri urbani di 16 distretti: Altındağ, Akyurt, Ayaş, Bala, Çankaya, Çubuk, Elmadağ, Etimesgut, Gölbaşı, Kalecik, Kazan, Keçiören, Mamak, Pursaklar, Sincan e Yenimahalle.

## Geografia fisica
Ankara è posta su una collina rocciosa che si erge 176 metri sopra l'altopiano anatolico, sulla riva sinistra del fiume Ankara (Ankara Çayı), un affluente del fiume Sakarya.
La città sorge in uno dei luoghi più aridi della Turchia: è circondata da steppe e a causa del clima continentale ha inverni freddi e nevosi, mentre le estati sono calde e secche. Le piogge si concentrano in primavera e autunno.

## Clima
| Ankara              | Mesi | Mesi | Mesi | Mesi | Mesi | Mesi | Mesi | Mesi | Mesi | Mesi | Mesi | Mesi | Stagioni | Stagioni | Stagioni | Stagioni | Anno |
| Ankara              | Gen  | Feb  | Mar  | Apr  | Mag  | Giu  | Lug  | Ago  | Set  | Ott  | Nov  | Dic  | Inv      | Pri      | Est      | Aut      | Anno |
| ------------------- | ---- | ---- | ---- | ---- | ---- | ---- | ---- | ---- | ---- | ---- | ---- | ---- | -------- | -------- | -------- | -------- | ---- |
| T. max. media (°C)  | 3,9  | 6,7  | 12,2 | 17,5 | 22,2 | 26,5 | 30,2 | 29,7 | 25,9 | 19,8 | 13,3 | 6,5  | 5,7      | 17,3     | 28,8     | 19,7     | 17,9 |
| T. min. media (°C)  | −3,9 | −2,1 | 0,6  | 4,8  | 8,6  | 11,7 | 14,6 | 14,0 | 10,1 | 5,3  | 1,4  | −1,0 | −2,3     | 4,7      | 13,4     | 5,6      | 5,3  |
| Precipitazioni (mm) | 41   | 36   | 36   | 42   | 52   | 33   | 13   | 10   | 18   | 26   | 30   | 46   | 123      | 130      | 56       | 74       | 383  |

## Storia

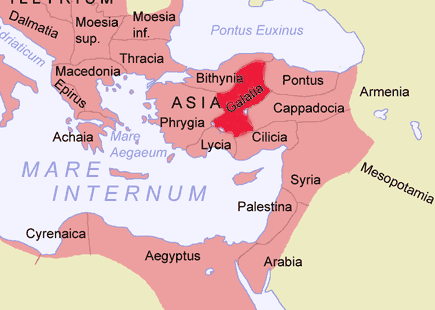
Ancyra fu la città capitale della provincia romana di Galazia

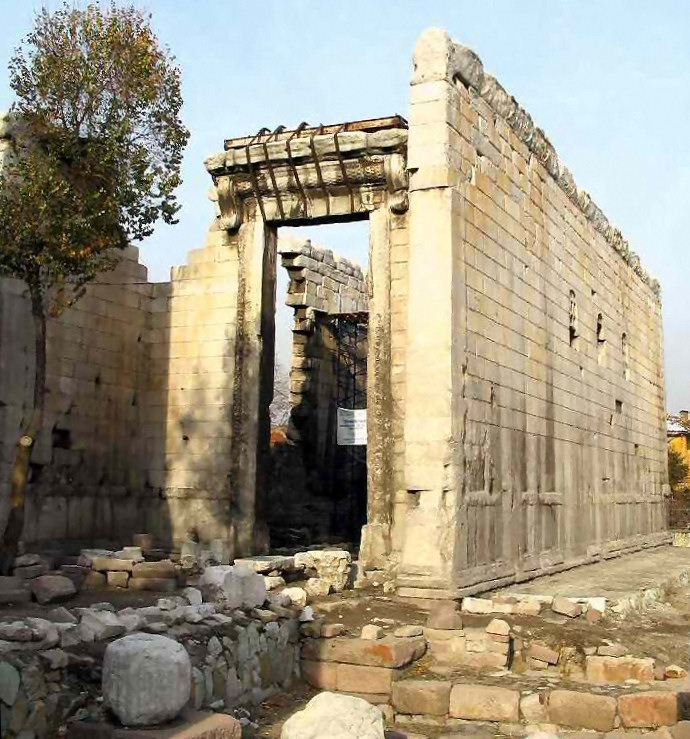
Il Monumentum Ancyranum fu costruito tra il 25 e 20 a.C. e contiene la copia più intatta del Res gestae divi Augusti.

### Periodo antico
La fondazione della città di Ankara risale all'età del bronzo con l'emergere della civiltà ittita. Sotto il loro dominio la città prese il nome di Ankuwash.
Gli Ittiti sarebbero poi stati sostituiti dai Frigi e la città, che era molto piccola, registrò un notevole incremento demografico intorno al 1000 a.C., a causa di un'emigrazione di massa da Gordio, colpita da un terremoto che aveva gravemente danneggiato la capitale frigia. Forse è per questo che il suo fondatore è considerato il leggendario re Mida di Frigia, figlio di Gordio. 
Grazie ai reperti archeologici, il geografo Pausania ha rilevato come la città sia ancora più antica.
Dopo i Frigi giunsero i Lidii e poi i Persiani.

### Periodo romano
Nel 277 a.C. circa, i Tectòsages (Volci Tettosagi), una tribù celtica, si stanziarono nella regione e stabilirono la loro capitale in questa città, dandole il nome di Ancyra.
Dopo la riforma tetrarchica delle province romane, fu capitale della provincia di Galatia I, nella diocesi del Ponto.
Dopo il 395 la città faceva parte dell'Impero romano d'Oriente e divenne un importante insediamento bizantino. Nel 620 fu conquistata dai Persiani sasanidi, ma dopo la loro sconfitta a Ninive del 627 contro l'imperatore Eraclio (627) fu ripresa dai Bizantini che l'assegnarono al thema di Opsikion, di cui fu anche capitale, e che la tennero fino al 1071, quando venne espugnata dai Selgiuchidi.

### Periodo selgiuchide, il ritorno dei Bizantini e il periodo ottomano
Nel 1073 i Selgiuchidi dopo la vittoria a Mantzikert e la deposizione e l'uccisione in patria di Romano IV Diogene, presero la città e iniziò così un lungo periodo di dominazione dei Selgiuchidi e poi degli Ottomani, che durerà fino agli inizi del XX secolo. Nel 1101 i Crociati guidati da Raimondo IV di Tolosa conquistarono la città e la consegnarono ai Bizantini, in accordo col giuramento di vassallaggio prestato all'arrivo dei Crociati all'Imperatore Alessio I Comneno.
Nel 1127 fu presa dai Danishmendidi e con la morte di Mehmed Ghazi nel 1143 fu restituita ai Selgiuchidi.
Il sultanato di Rum poi divenne un protettorato del Khan di Persia e in questo periodo furono edificati la grande moschea di Khane-Arslan (c. 1290) e il mini Kizilbey Jam (c. 1299-1300), realizzato da Yakub Ali Shir.
Il 20 luglio di 1402 Tamerlano sconfisse gli Ottomani nella battaglia di Ankara, entrò nella città e Bayezid I fu fatto prigioniero, ma l'anno successivo tornò ancora una volta sotto gli Ottomani, e rimase nelle mani di Mehmet Celebi nelle lotte contro i suoi fratelli che avevano attaccato la città.
Nel 1607 la città fu teatro di una rivolta, guidata dal bandito Oghlu-Kalender, nativo della città, che toccò l'intera l'Anatolia, ma nel 1608 fu restituita al Gran Visir Kuyucu Murad Pascià. Nella riorganizzazione amministrativa del 7 novembre 1864 Ankara fu suddivisa in dieci kaza (distretti): Ankara, Ayash, Bala, Zir, Beypazar, Djibukabad, Hayman, Sivrihisar, Mihalicdjik e Nalihan Yabanabad. Intorno al 1890 la popolazione era di circa 27.825 abitanti (di cui il 10% cristiani), e quando scoppiò la prima guerra mondiale era ancora una città relativamente piccola.

### Periodo moderno
Dopo la sconfitta ottomana nella guerra nel novembre 1918 e il Congresso Nazionale di Sivas del giugno 1919, divenne la capitale del governo rivoluzionario (ottobre 1919) e la residenza di Mustafà Kemal Atatürk. La Grande Assemblea Nazionale ha dichiarato Ankara capitale dello Stato il 23 ottobre 1923. Dopo il 1925, ha subito profonde trasformazioni attraverso il progetto di H. Jansen che ha ridisegnato un nuovo piano urbano. Nel 1955 la popolazione era di 453.151 unità. 
Il 10 ottobre 2015 ebbe luogo un attentato di terroristi in una piazza della città per mano di due kamikaze ai danni di giovani manifestanti pronti a sfilare per chiedere la fine del conflitto con i separatisti curdi del PKK: il bilancio dell’attentato fu di 103 morti e 245 feriti: fu il più disastroso attentato terroristico attuato in Turchia, in seguito rivendicato dallo Stato Islamico. Il 17 febbraio 2016 un’autobomba esplode in centro contro tre veicoli militari, provocando almeno 28 morti e 61 feriti. I sospetti ricaddero sul PKK e sullo Stato Islamico.

## Monumenti e luoghi d'interesse

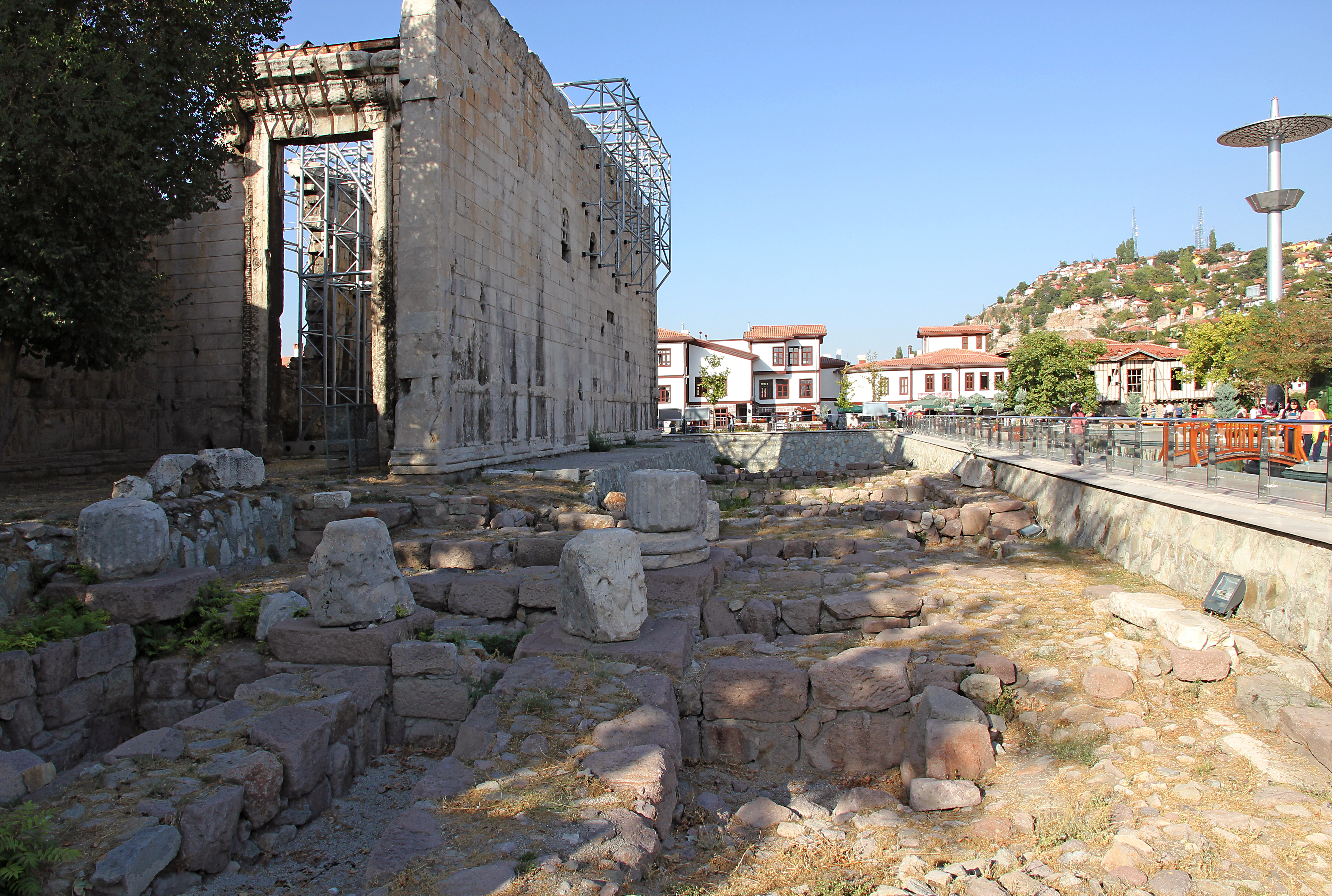
Vista del Tempio di Augusto

- Resti di epoca romana: nel centro storico della città, il quartiere di Ulus, si trovano le Terme di Caracalla, resti di un impianto termale di epoca romana databili al III/IV secolo. Davanti agli edifici termali sono visibili le fondamenta dell'ipocausto. Nella piazza dedicata alle attività sportive sono esposte numerose stele, capitelli ed epigrafi ritrovate nel territorio cittadino. Circa 400 metri ad est si trovano le rovine del Tempio di Augusto (Ogüst ve Roma Mabedi) sulle cui pareti si trova l'incisione delle Res gestae divi Augusti[10], nei pressi si trova la colonna dell'Imperatore Giuliano.

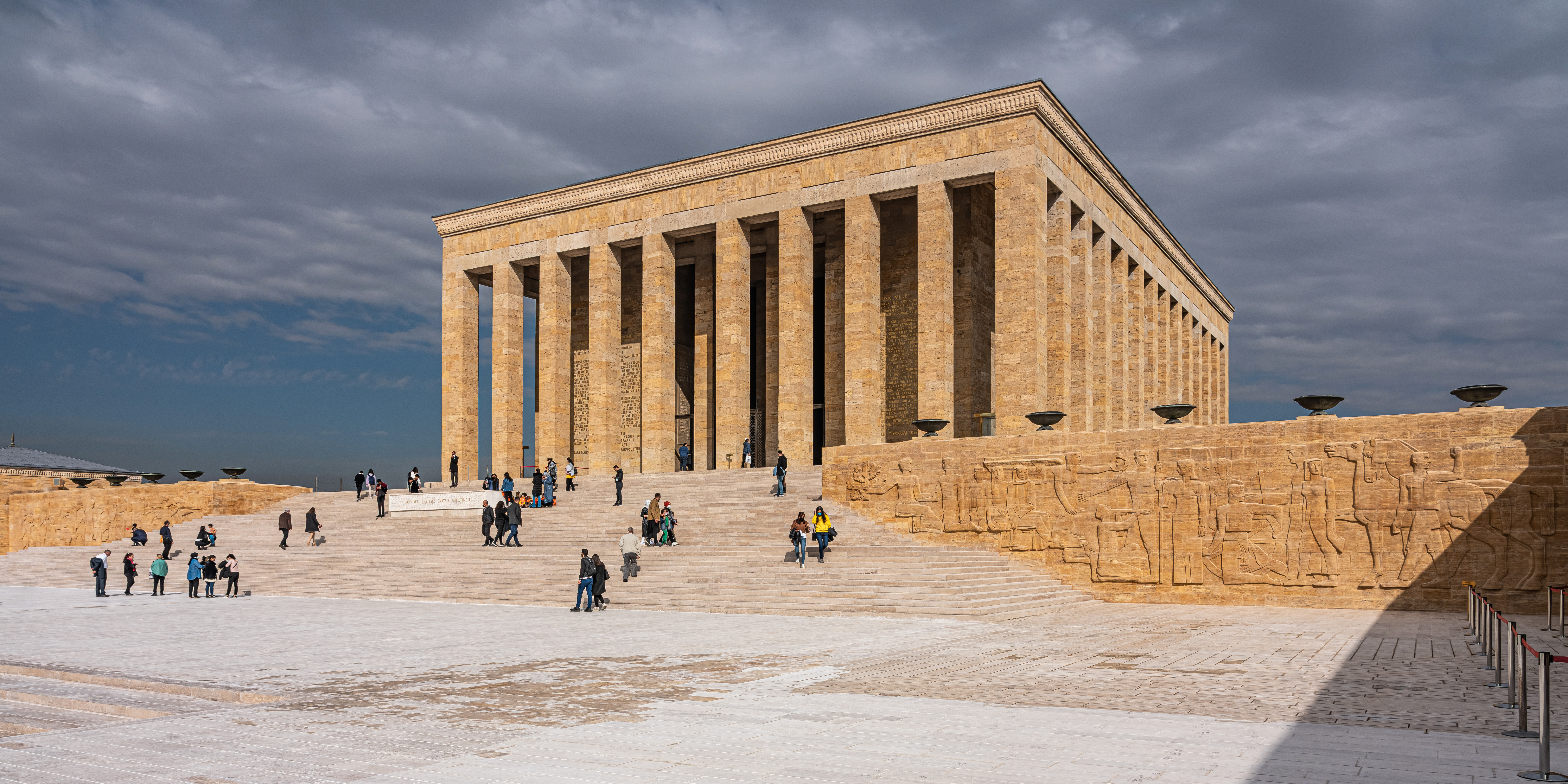
Il mausoleo Anıtkabir

- Anıtkabir: sulla collina centrale di Anıttepe si trova il sepolcro di Mustafà Kemal Atatürk. Nel 1938, dopo la sua morte, venne indetto un concorso internazionale di architettura per la progettazione di un mausoleo. Vinse il progetto di due architetti turchi che prevedeva un edificio sobrio e lineare posizionato centralmente con vista sulla città. Il monumento, chiamato Anıtkabir, comprende diversi edifici tra i quali un museo dedicato alla guerra d'indipendenza turca.

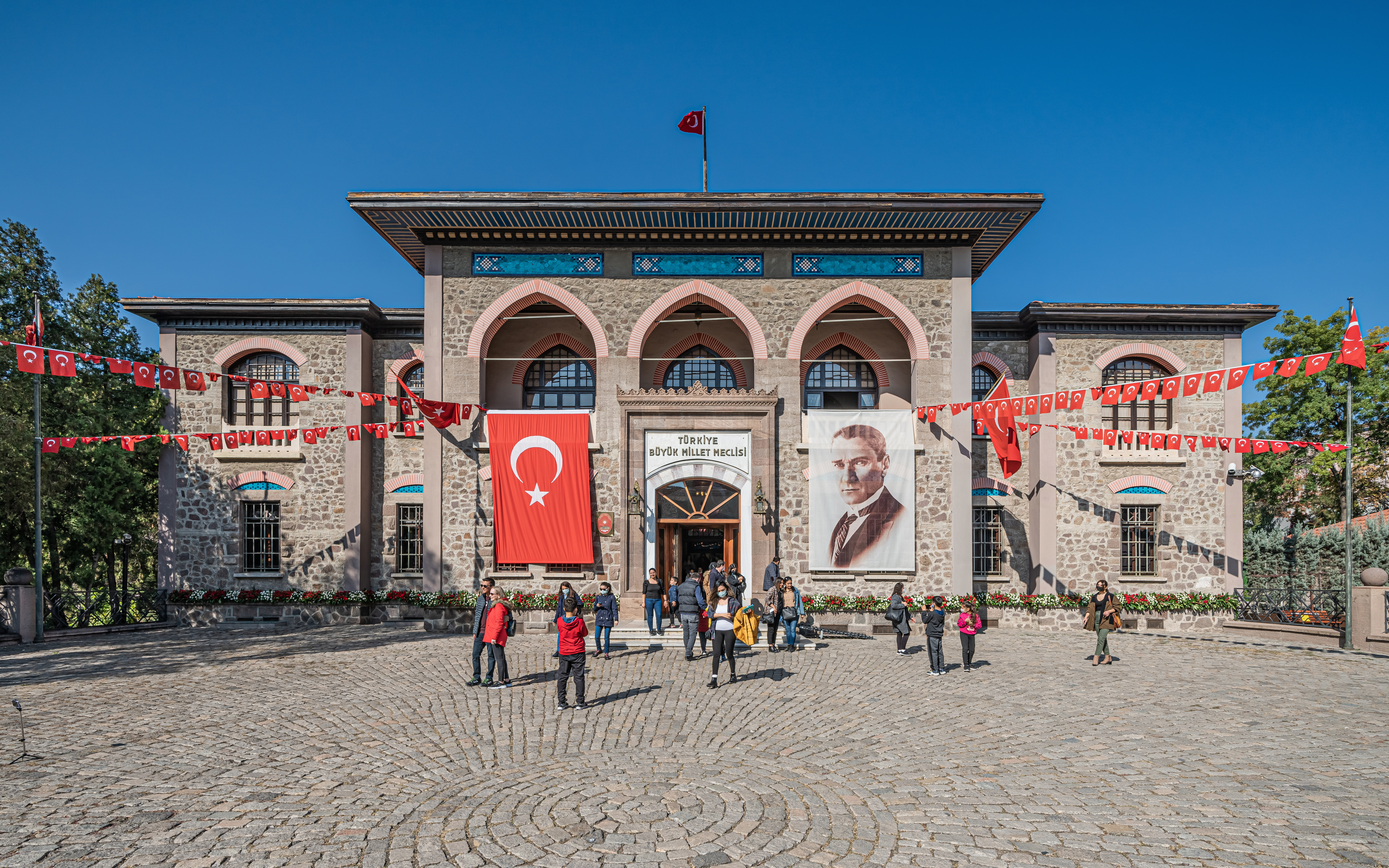
L'edificio del secondo parlamento

- I Parlamenti: ad Ankara si trovano tre edifici che nel corso della storia hanno ospitato il parlamento turco. Il primo è il parlamento storico in piazza Ulus che era un ritrovo dei Giovani Turchi e venne usato come sede del parlamento dal movimento nazionale del 1920; esso è attualmente sede di un museo (Kurtuluş Savaşı Müzesi).

Il secondo edificio parlamentare venne progettato dall'architetto Vedat Tek e si trova poco distante dal primo e venne usato dal 1924 al 1961. Anche questo edificio ospita un museo (Cumhuriyet Müzesi). 
Il terzo edificio, tuttora in uso, venne edificato nel 1961 su progetto di Clemens Holzmeister in seguito a un concorso di progettazione.

## Cultura

### Musei
Ci sono circa una cinquantina di musei ad Ankara.
- Museo delle civiltà anatoliche
- Museo Etnografico di Ankara
- Museo statale di arte e scultura
- Museo dell'aviazione
- Museo all'aperto delle locomotive a vapore TCDD
- Museo della guerra di indipendenza
- Museo archeologico e delle arti Erimtan
- METU Museo della scienza e della tecnica

### Istruzione

#### Università
Ankara è sede di numerose di università, tra le quali vi sono le più rinomate università del paese.
| - Università di Ankara - Università Atılım - Università Başkent - Università Bilkent - Università Çankaya - Università Gazi - Università Hacettepe - Università Tecnica del Medio Oriente |

### Arte
L'Ankara Opera House del Turkish State Opera and Ballet è la più grande delle tre sedi per l’opera e il balletto di Ankara.

## Infrastrutture e trasporti

### Metropolitana
La metropolitana di Ankara è un sistema di trasporto pubblico costituito da 5 linee per un'estensione pari a circa 64 km. Sono in corso i lavori per nuove linee e prolungamenti.

### Aeroporti
Aeroporto di Esenboğa

### Ferrovie
La città di Ankara è servita da una linea ad alta velocità che la collega con Istanbul. La principale stazione ferroviaria della città è la stazione di Ankara.

### Autostrade
Il collegamento autostradale più importante di Ankara, la capitale della Turchia, è il terminal degli autobus di Ankara AŞTİ. Il terminal degli autobus, messo in servizio dalla municipalità metropolitana di Ankara nel 1995, fornisce servizi di trasporto da Ankara a tutte le città della Turchia con servizi di autobus giornalieri. I passeggeri che arrivano all'aeroporto di Ankara Esenboğa dall'estero in Turchia possono trovare l'opportunità di raggiungere varie città e paesi del paese utilizzando il terminal degli autobus di Ankara AŞTİ..

## Amministrazione

### Gemellaggi
Ankara è gemellata con le seguenti città:
- Kiev, dal 1993
- Chișinău[12]
- Minsk
- Tirana[13]
- Pechino, dal 1980[14]

### Sindaci
Dopo 25 anni di amministrazione da parte dell'AKP, il partito del presidente Erdogan, l'8 aprile 2019 viene eletto sindaco Mansur Yavas, del principale partito d'opposizione ed europeista, il Partito Popolare Repubblicano (CHP).

## Sport

### Calcio
Le squadre principali della città sono il Gençlerbirliği e l'Ankaragücü. Minor importanza ricoprono invece l'Ankara Demirspor, il Keçiörengücü, l'Osmanlıspor, il Türk Telekomspor, l'Ankaraspor e lo Yenimahalle Belediyesi SK.

### Pallavolo
Halkbank ANKARA e Ziraat Bank ANKARA sono le squadre più rappresentative della Capitale turca. Nella stagione 2022/23 prendono parte alla fase a gironi della CEV Champions League di pallavolo maschile.

## Galleria d’immagini

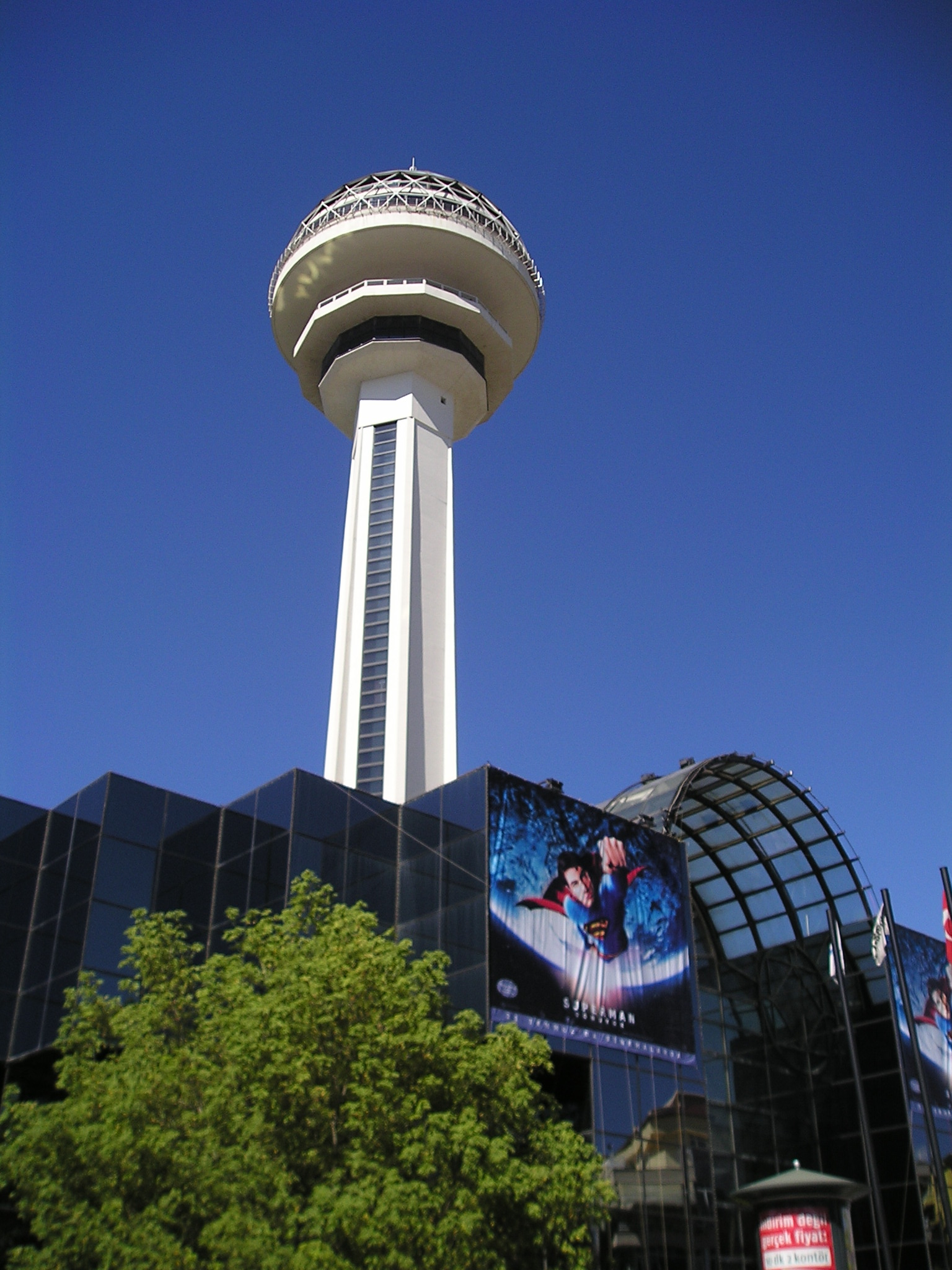
Torre Atakule (1989) nel quartiere Çankaya.
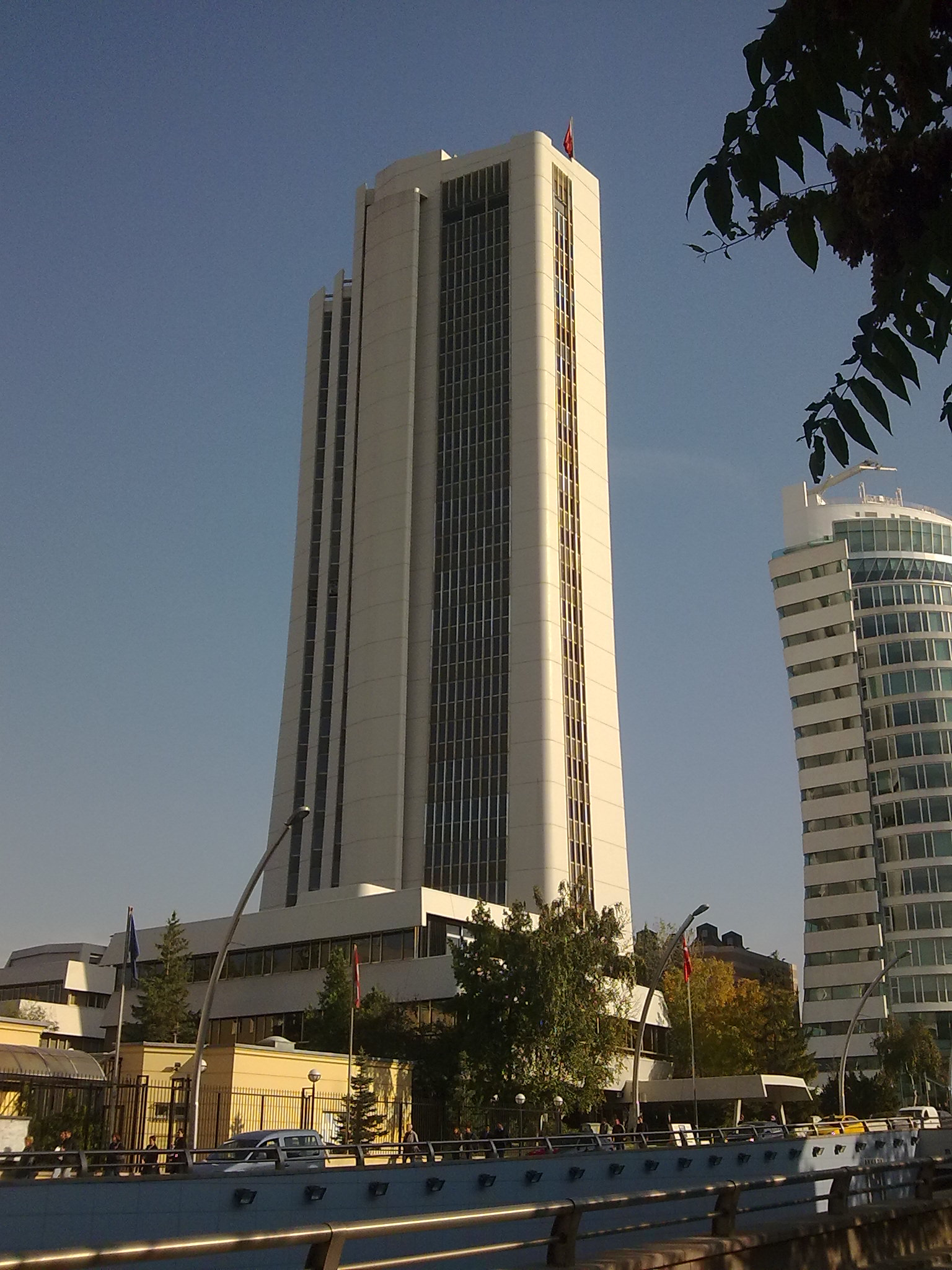
Torre BDDK (1975) ad Ankara.
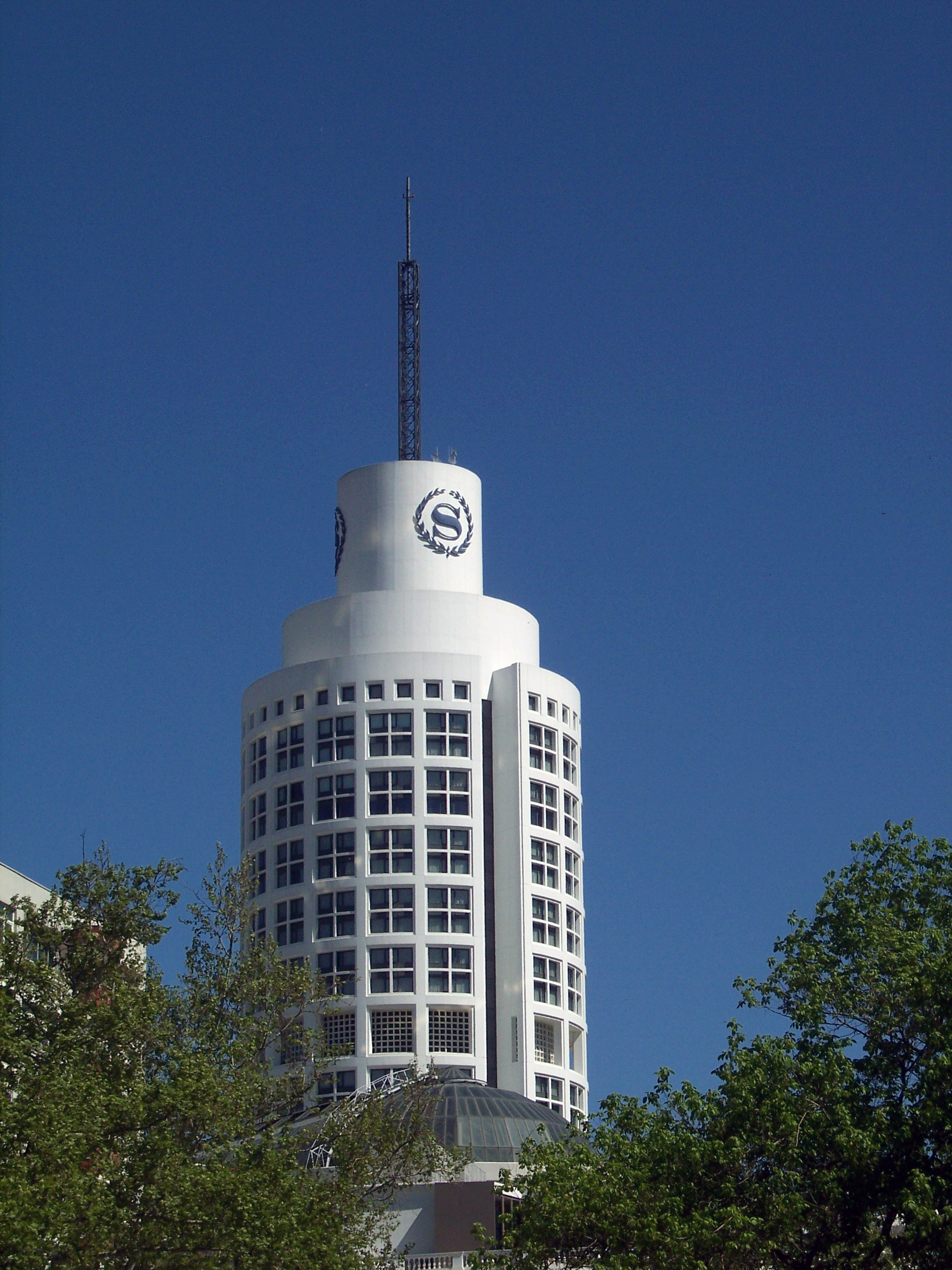
Sheraton Hotel & Convention Center (1991) nel quartiere Kavaklıdere.
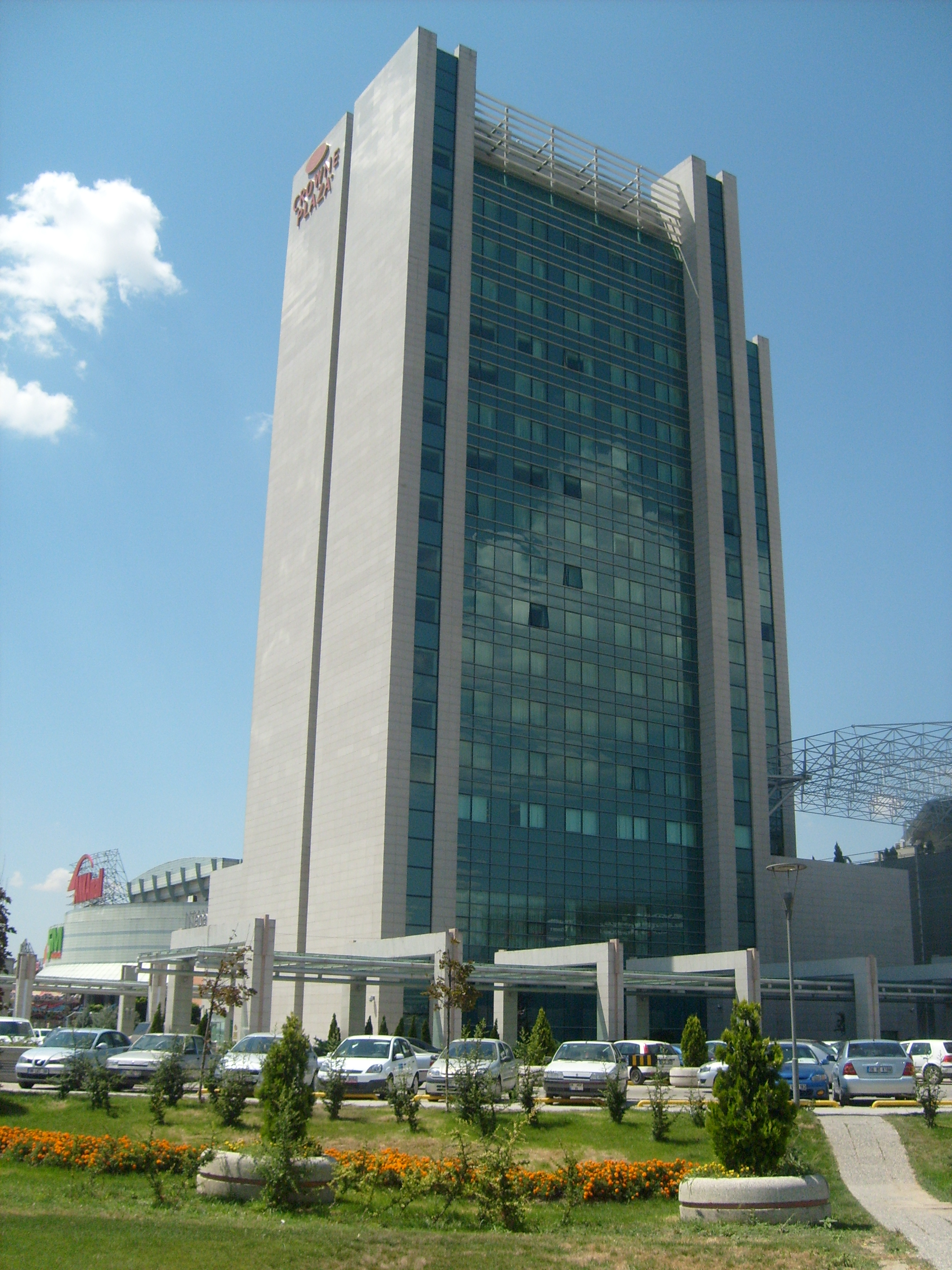
Crowne Plaza Hotel ad Ankara.
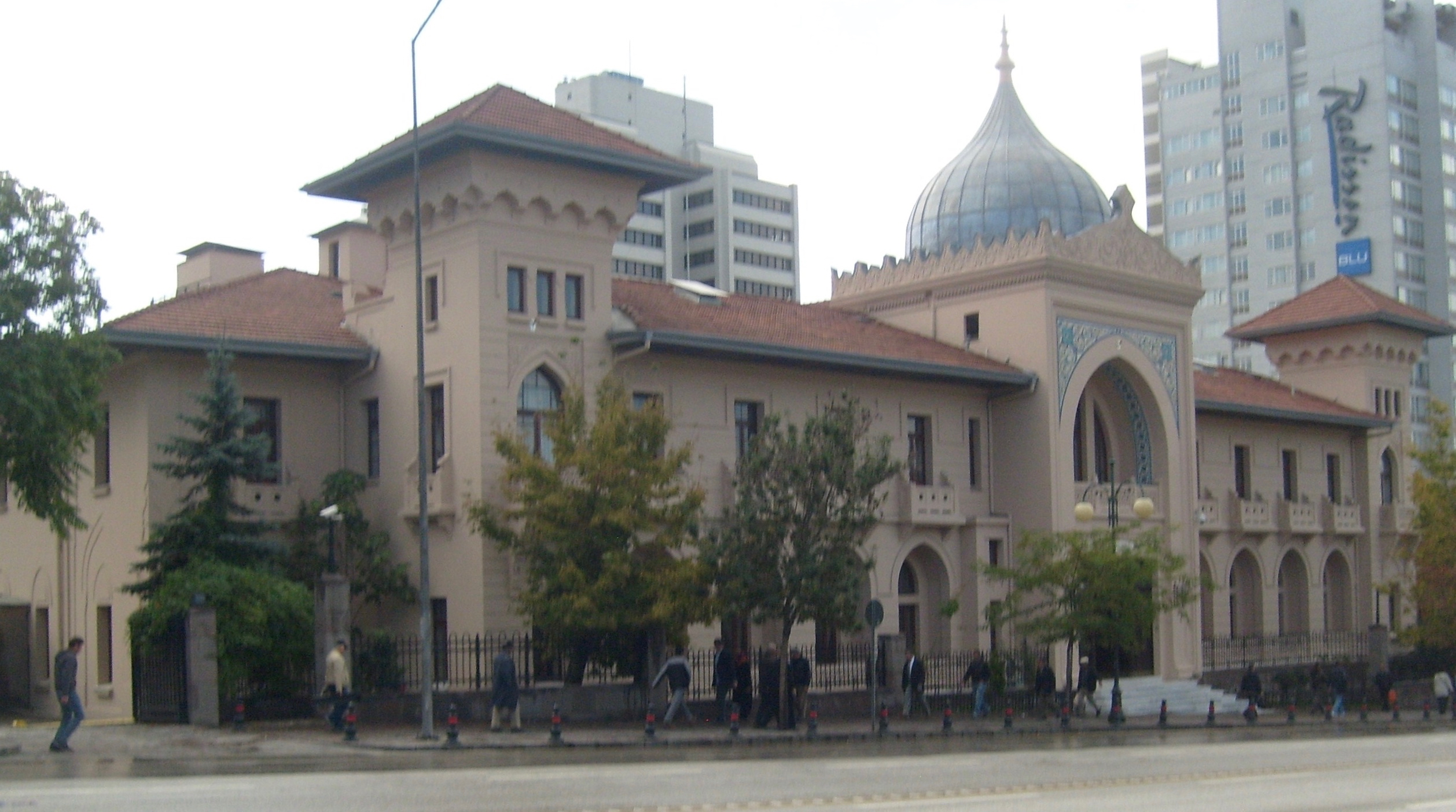
Ankara Palas (1927) è un albergo storico.
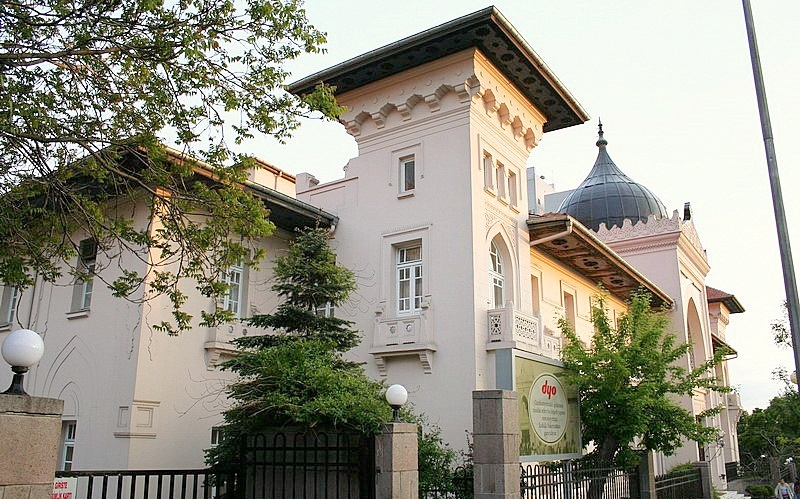
Ankara Palas (1927) è un albergo storico.
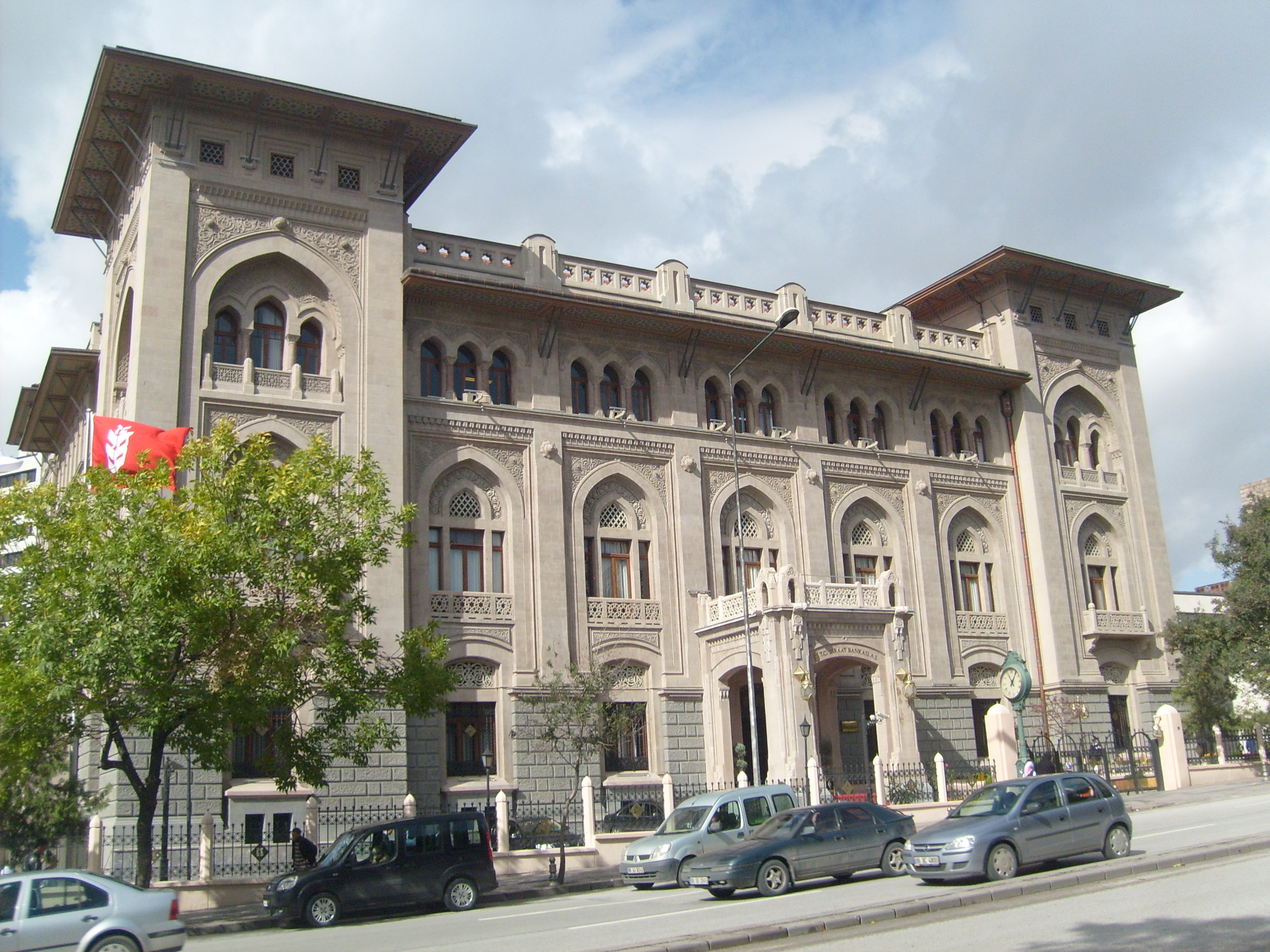
Il palazzo Ziraat Bank (1929).
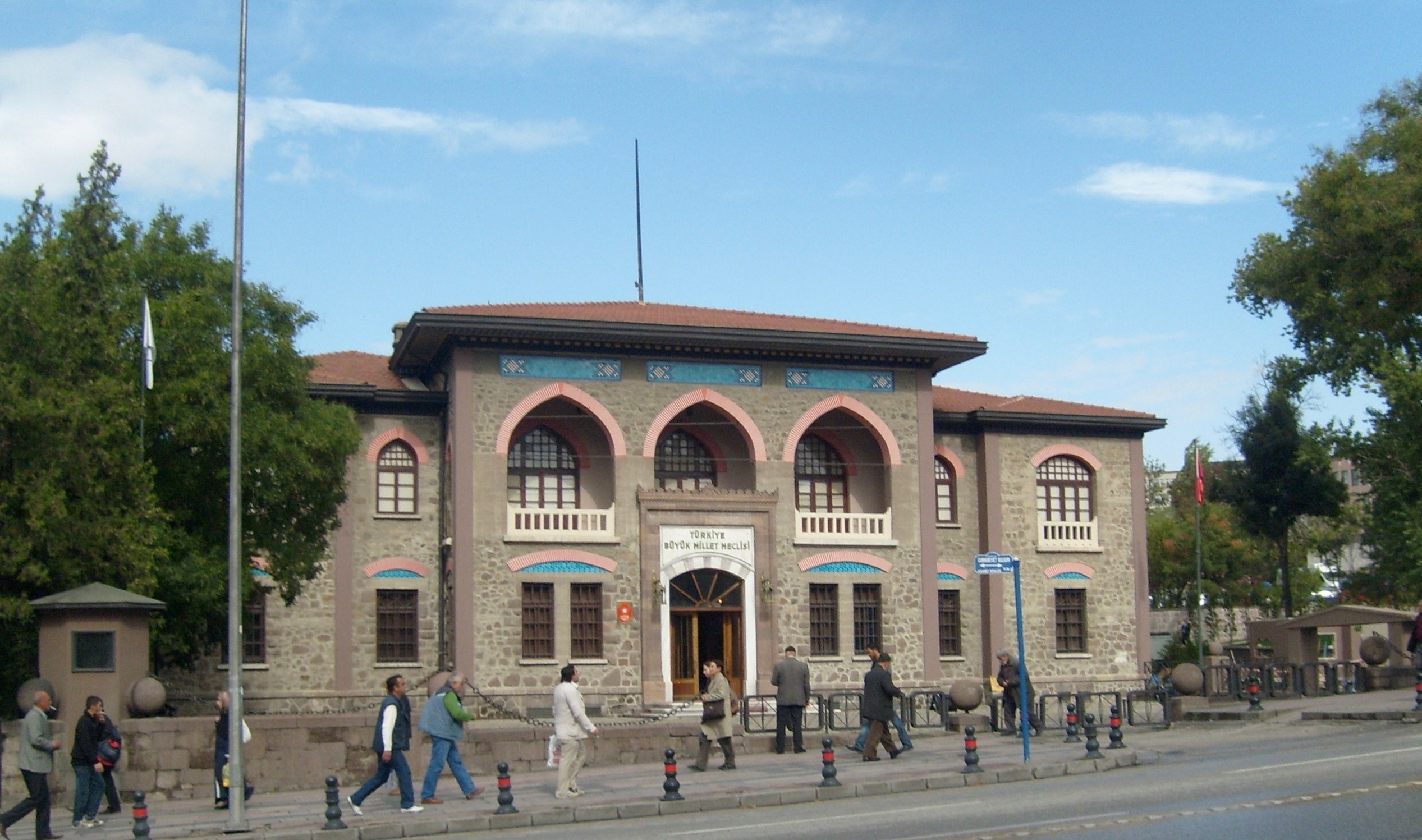
Il secondo Parlamento turco (1923) ad Ankara, attualmente il Museo della Repubblica.
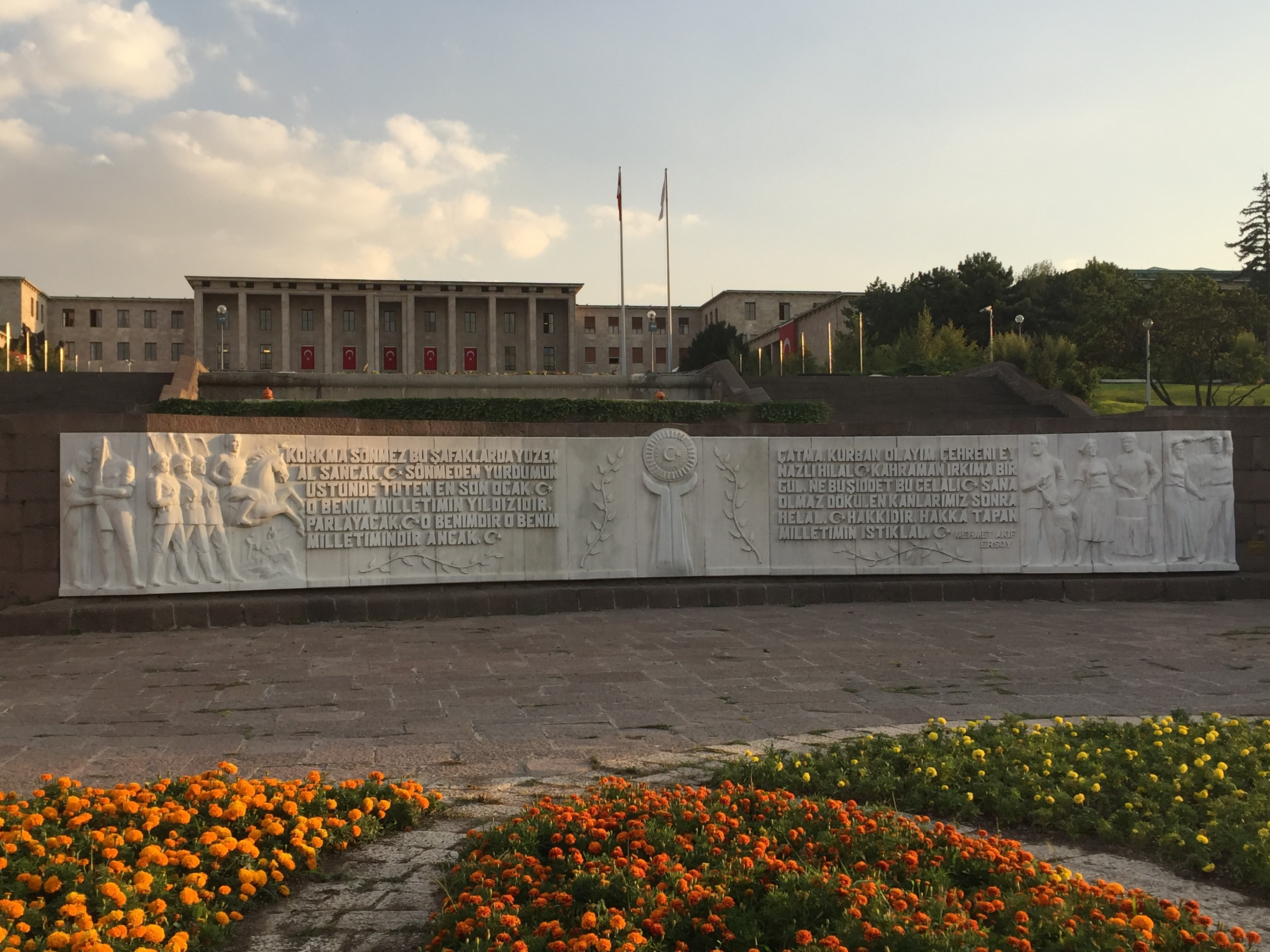
Il terzo ed attuale Parlamento turco (1938) ad Ankara.
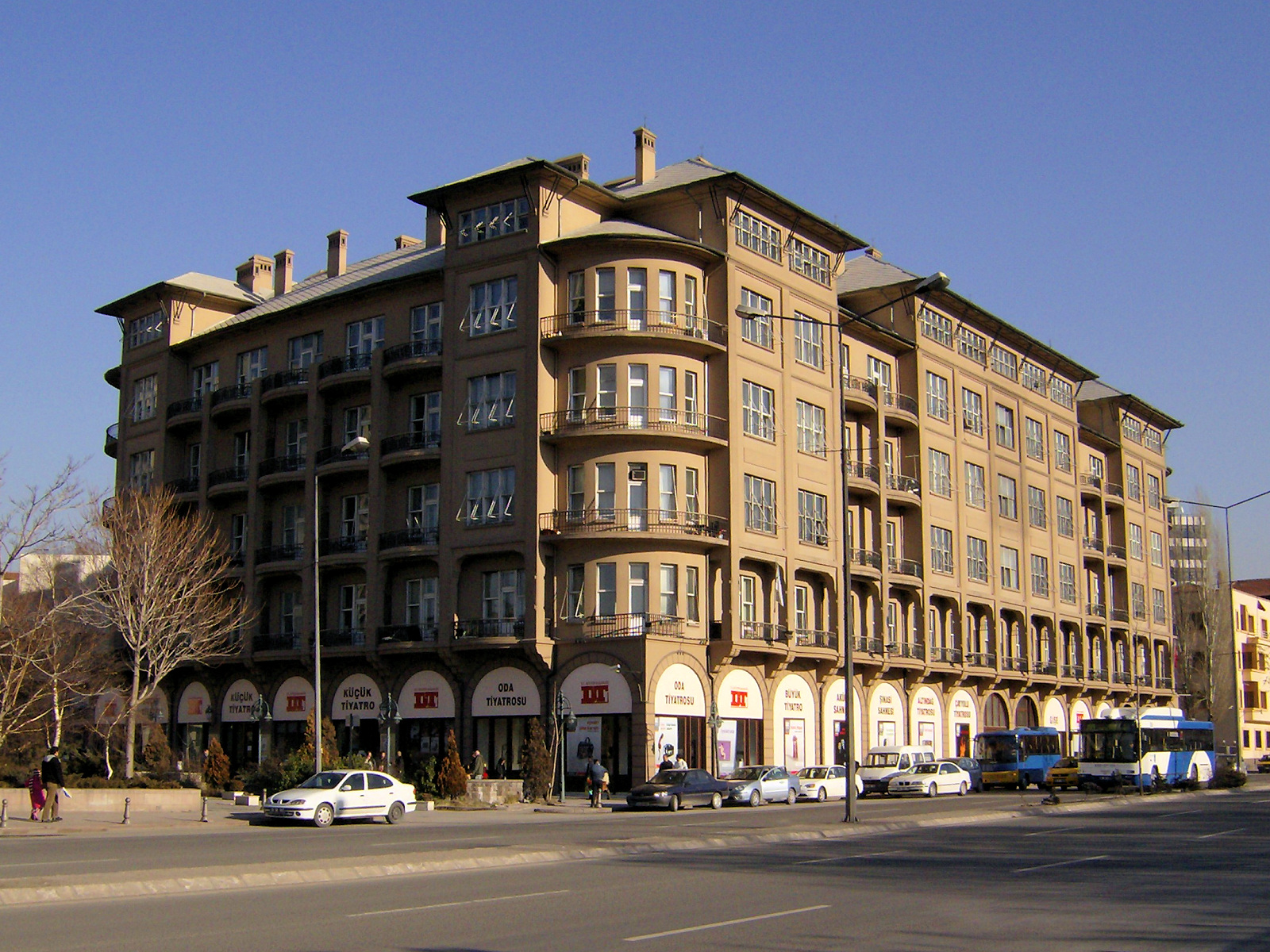
Teatro Statale (1929) ad Ankara.
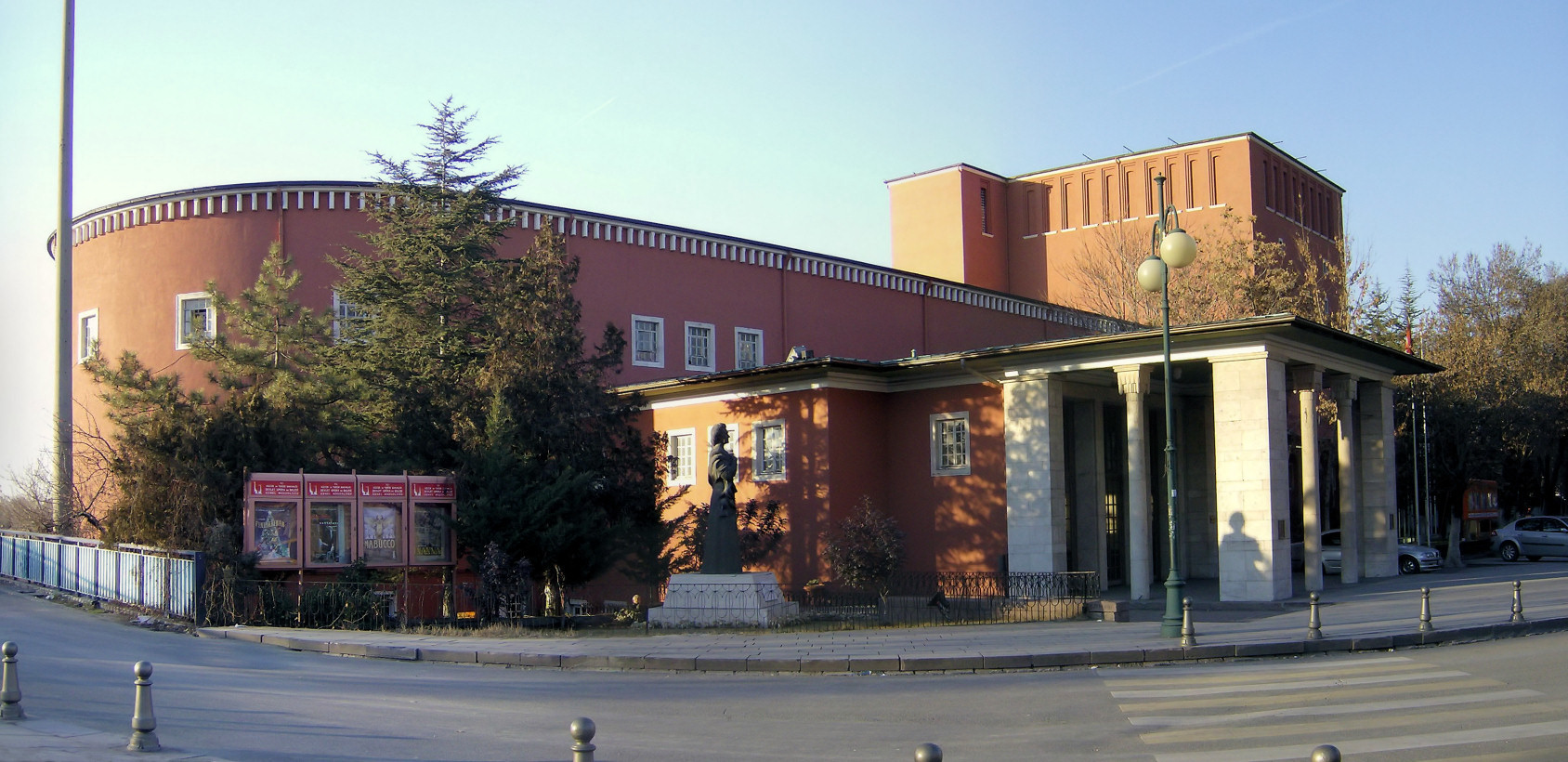
Opera Statale (1933) ad Ankara.
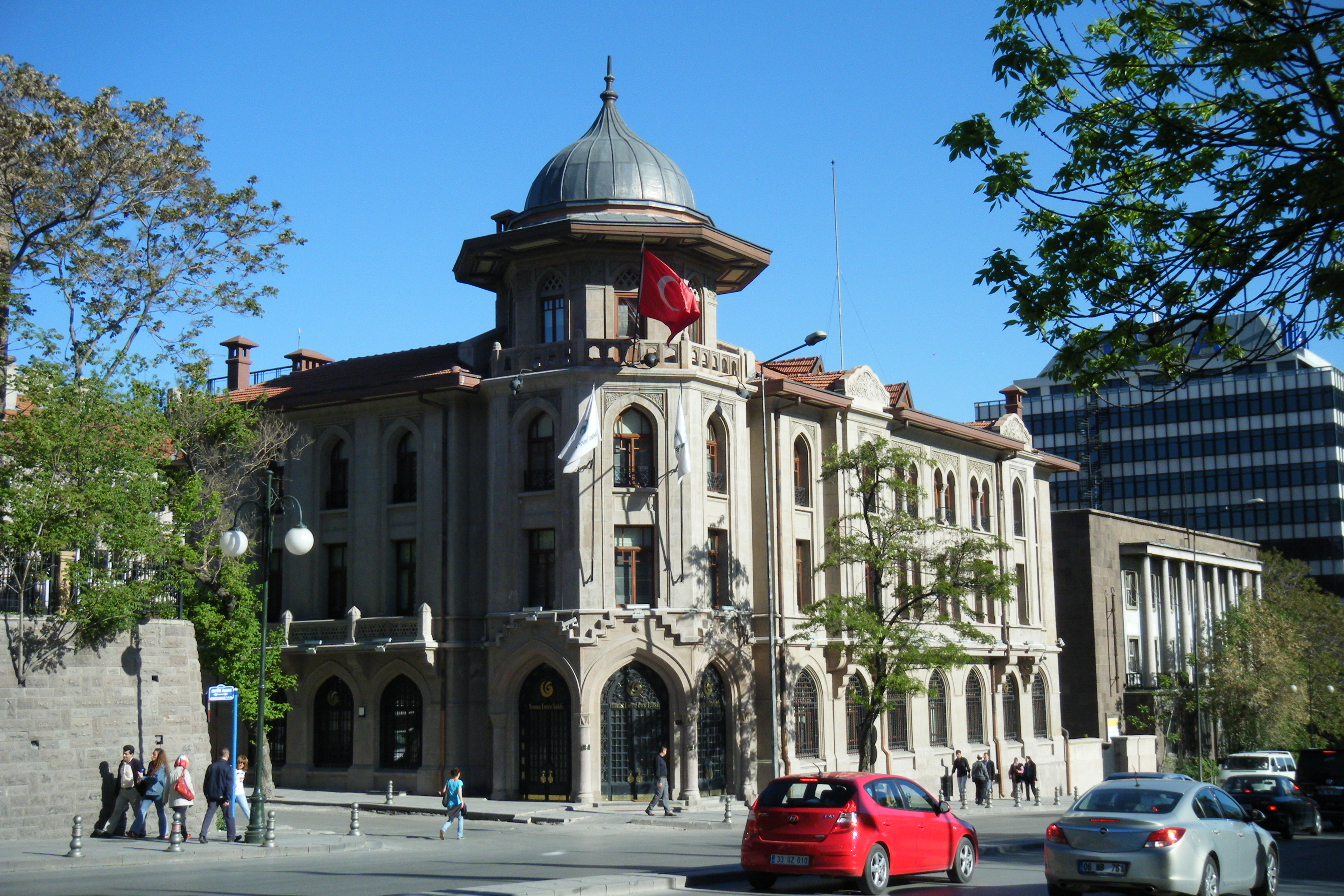
Il palazzo Tekel (1928), attualmente la sede dell'Istituto Yunus Emre.
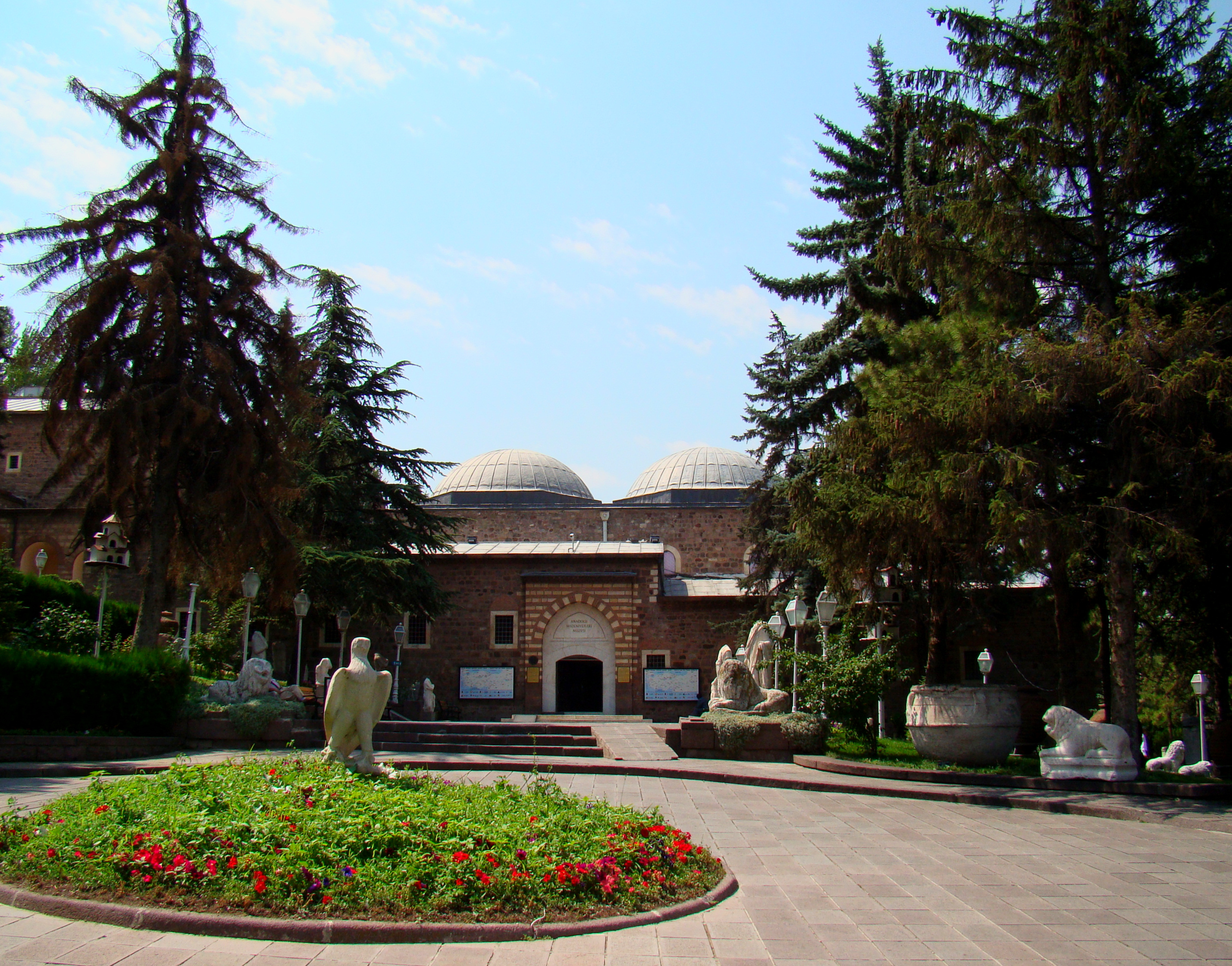
Museo delle civiltà anatoliche (1921).
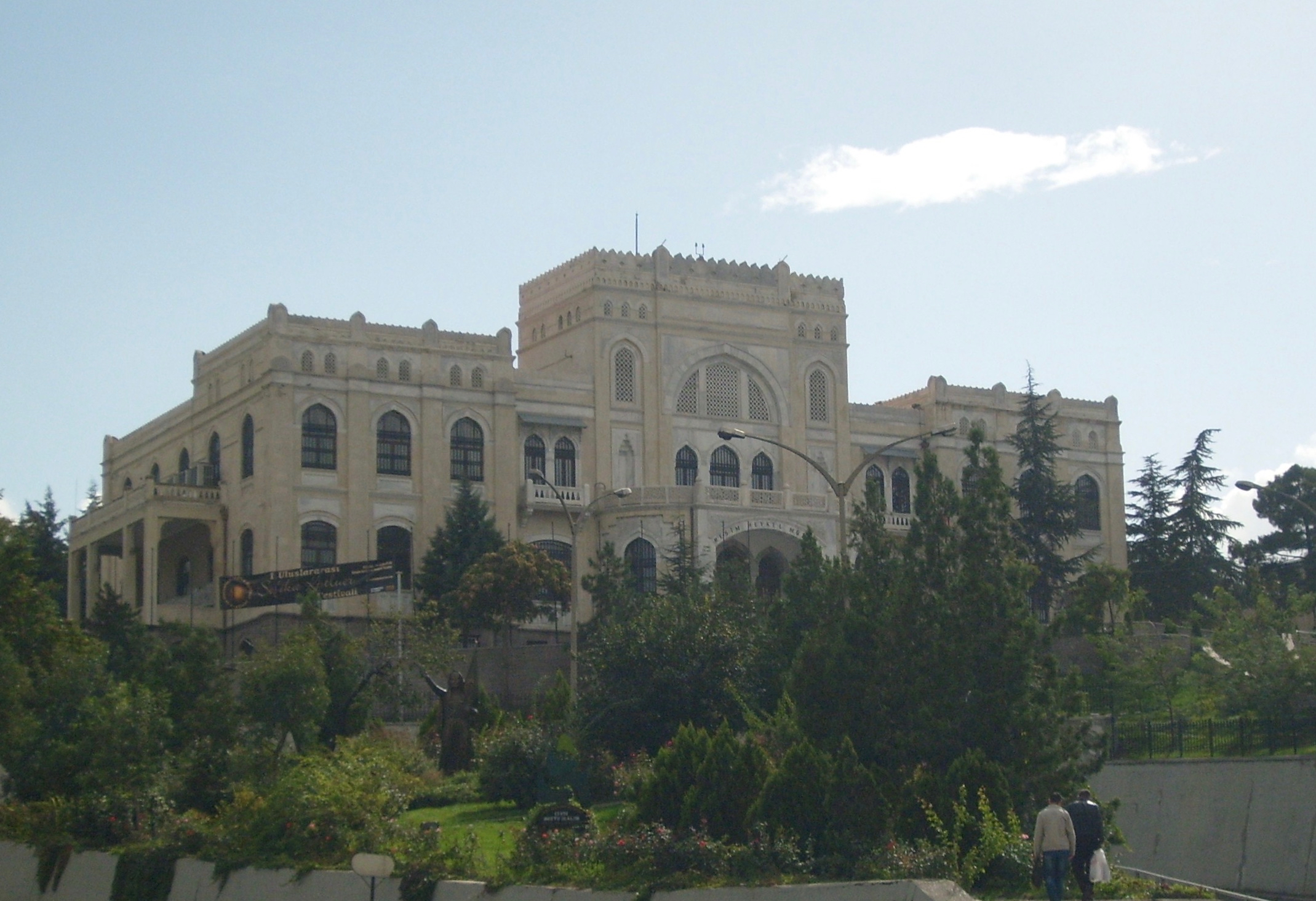
Museo dell'arte e scultura (1927).
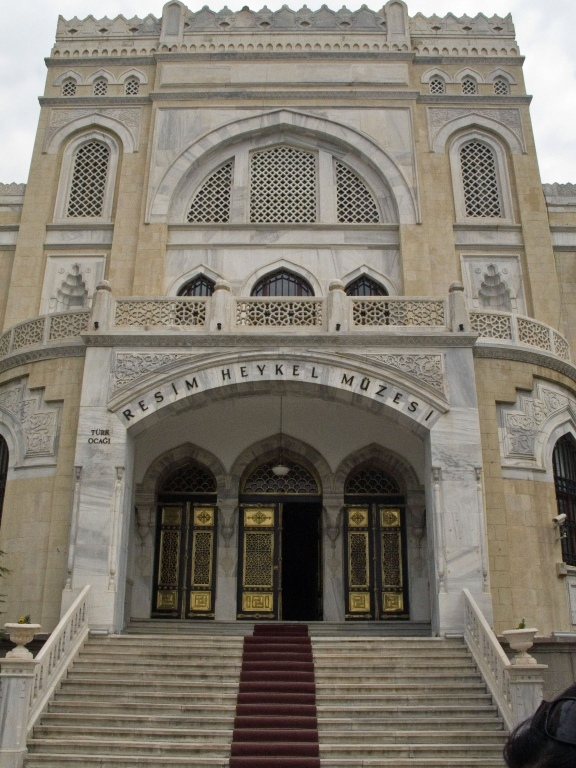
Museo dell'arte e scultura (1927).
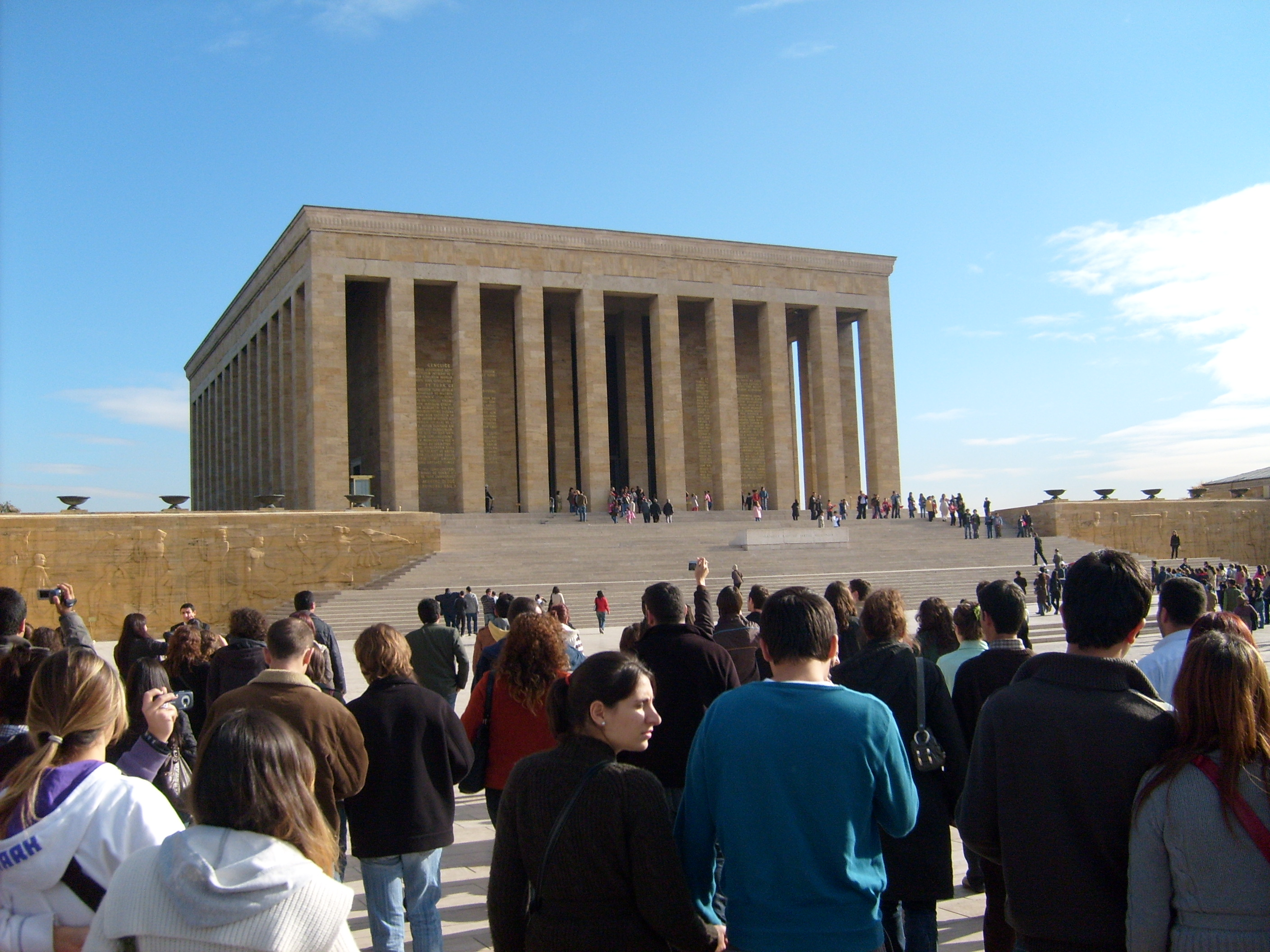
Anıtkabir (1953) è il mausoleo di Atatürk.
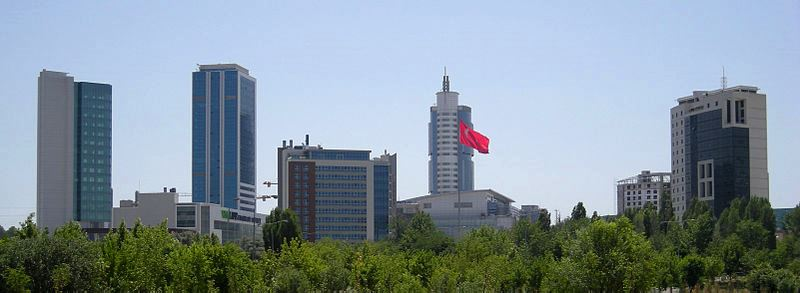
Söğütözü è uno dei principali quartieri commerciali di Ankara.
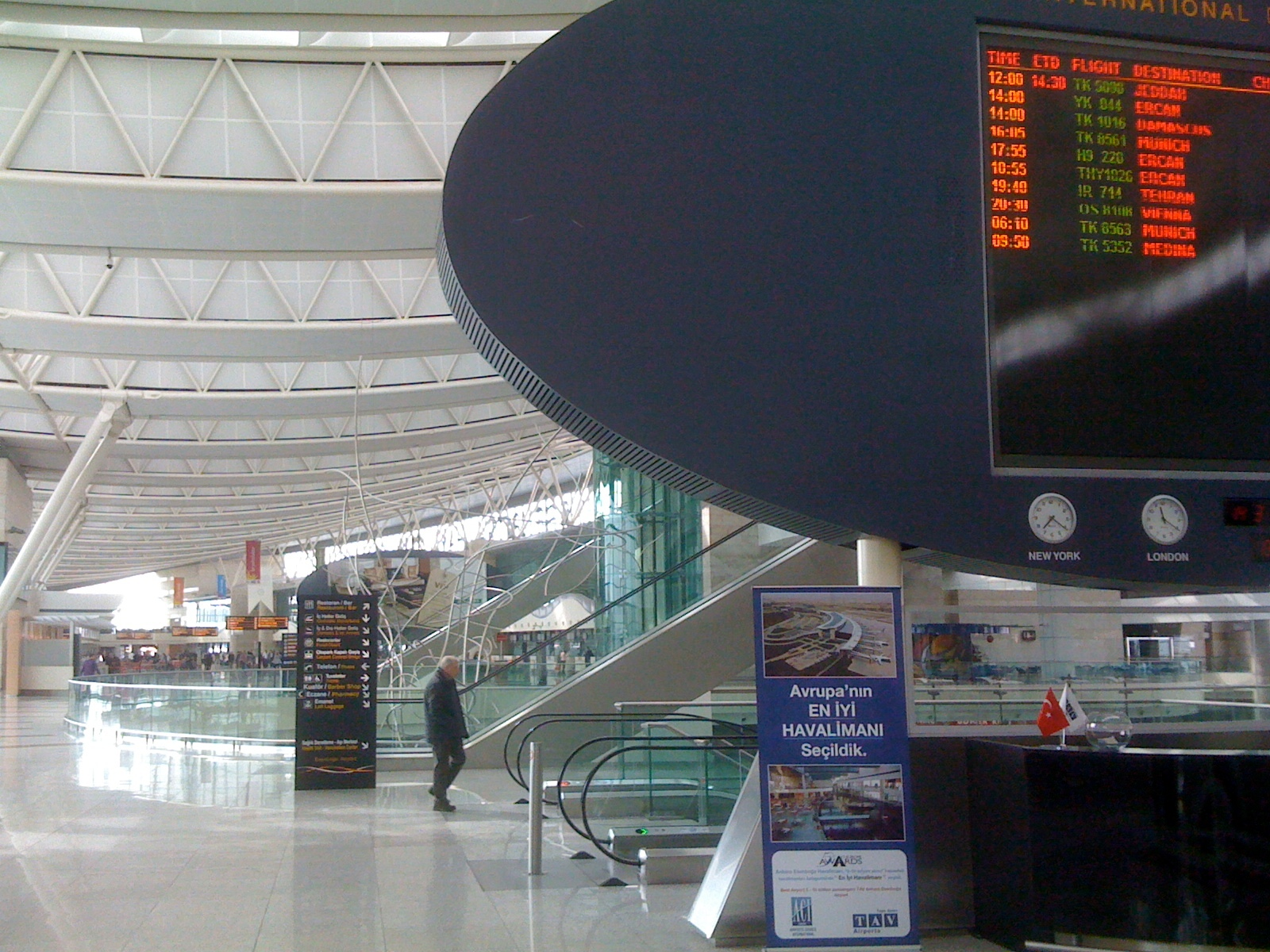
Aeroporto Internazionale Esenboğa (2006).
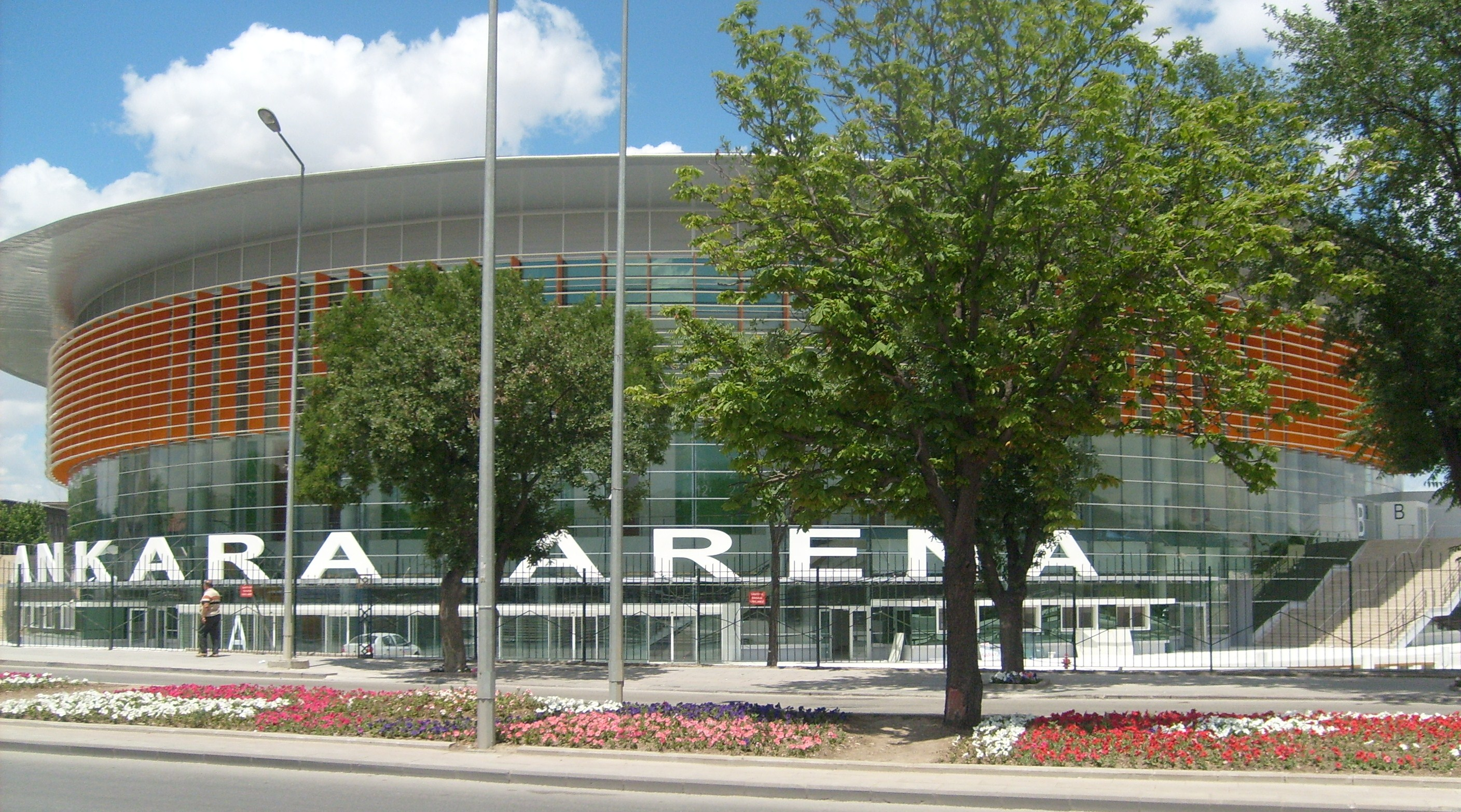
Ankara Arena (2010).
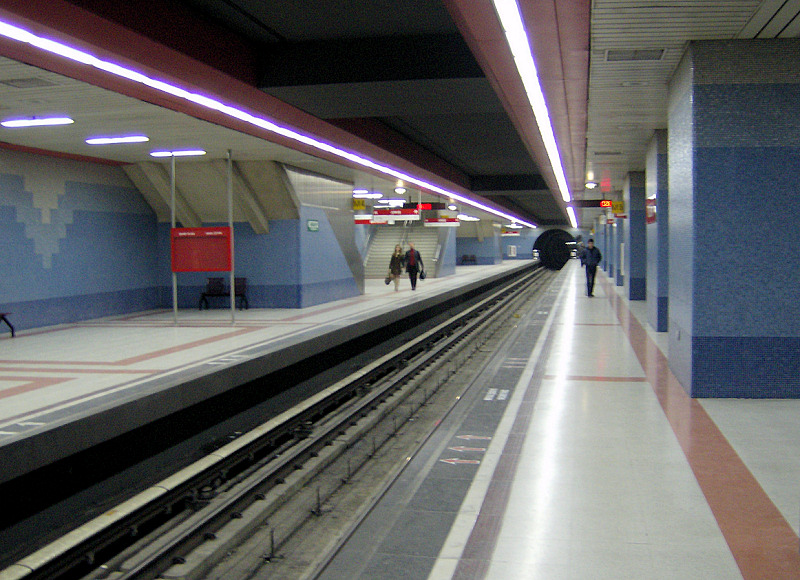
Stazione Kızılay (1996) della metropolitana di Ankara.